# Étival (Jura)
Étival település Franciaországban, Jura megyében. Lakosainak száma 310 fő (2022. január 1.). Étival Châtel-de-Joux, Les Crozets, Meussia, Moirans-en-Montagne és Nanchez községekkel határos.

## Népesség
A település népességének változása:
| Lakosok száma | 429  | 351  | 307  | 303  | 312  | 306  | 308  | 310  | 307  | 310  |
|               | 1968 | 1982 | 1990 | 2006 | 2013 | 2015 | 2017 | 2019 | 2020 | 2022 |